# Xiaogang Ye
Xiaogang Ye (født 23. september 1955 i Shanghai, Kina) er en kinesisk komponist, prorektor, pianist og lærer.
Ye studerede komposition på det Centrale Musikkonservatorium i Beijing (1978-1983) hos Du Mingxin. Han studerede herefter videre på Eastman School of Music og University of Rochester (1987), hos bl.a. Alexander Goehr og Louis Andriessen. Underviser i komposition på det Centrale Musikkonservatorium i Beijing, hvor han også er prorektor. Han hører til nutidens fremmeste komponister i Kina i sin generation. Ye har skrevet 4 symfonier, orkesterværker, kammermusik, koncertmusik, filmmusik, scenemusik etc.

## Udvalgte værker
- Symfoni nr. 1 (?) - for orkester
- Symfoni nr. 2 "Horisont" (1985) - for sopran , baryton og orkester
- Symfoni nr. 3 "Chu" (2004) - for orkester
- Symfoni nr. 4 "Den stor mur" (2001-2002) - for klaver, kinesiske musikinstrumenter og orkester